# 黒石礁駅
黒石礁駅（こくせきしょう-えき、中国語: 黑石礁站）は、中国遼寧省大連市沙河口区にあり、大連地下鉄1号線および大連有軌電車（路面電車）の駅である。

## 位置
黒石礁駅（北緯38度52分27秒 東経121度33分26秒 / 北緯38.8742237度 東経121.5572008度座標: 北緯38度52分27秒 東経121度33分26秒 / 北緯38.8742237度 東経121.5572008度）は大連市沙河口区の旅順南路上にある。

## 駅構造
地下鉄・黒石礁駅は島式ホームである。

## 歴史
地下鉄駅は2017年6月7日に開業。

## 駅周辺
付近には、陸側に遼寧師範大学附属中学、海側に黒石礁商店街、大連海洋大学（黄海キャンパス）、大連自然博物館、大連開発区直通・旅順口区方面への大きなバス発着所などがある。

## 隣の駅
大連公交客運集団有限公司
■大連地下鉄1号線
大医二院駅 - 黒石礁駅 - 学苑広場駅
大連有軌電車202路
星海公園駅 - 黒石礁駅 - 弘基書香園駅